# Zurechnungszeit
Die Zurechnungszeit ist ein Begriff der Gesetzlichen Rentenversicherung Deutschlands.

## Definition
Die Zurechnungszeit, geregelt in § 59 des Sechsten Buches Sozialgesetzbuch (SGB VI), ist eine rentenrechtliche Zeit. Sie gehört zu den beitragsfreien Zeiten. Sie bezeichnet eine Zeit, die bei einer Rente wegen Erwerbsminderung oder bei einer Rente wegen Todes den vom Versicherten zurückgelegten rentenrechtlichen Zeiten hinzuzurechnen ist, wenn der Versicherte das 67. Lebensjahr noch nicht vollendet hat. Sie soll damit jene Beiträge ersetzen, welche die Erwerbsminderung oder der Tod bis zum Eintritt in das Rentenalter verhindert haben. Ohne dieses Auffüllen würde die Rente ihre Eigenschaft als adäquaten Einkommensersatz verlieren. Es wird damit vermieden, dass ein Versicherter, der bereits in jungen Jahren erwerbsgemindert wurde, keinen oder nur stark reduzierten Altersrentenanspruch erhält.
Diese Rentenform ist – bei abstrakter Sichtweise – ein besonderer Ausfluss des Solidaritätsprinzips der Gesetzlichen Rentenversicherung.
Die Bewertung erfolgt nach dem aus der Gesamtleistungsbewertung ermittelten Durchschnittswert (§ 71 SGB VI).

## Beginn und Ende
Die Zurechnungszeit beginnt bei einer
- Rente wegen Erwerbsminderung mit dem Eintritt der maßgebenden Erwerbsminderung (sog. Leistungsfall)
- Rente wegen voller Erwerbsminderung, auf die erst nach Erfüllung einer Wartezeit von 20 Jahren Anspruch besteht, mit Beginn dieser Rente
- Witwen-, Witwer- oder Waisenrente mit dem Tode des Versicherten
- Erziehungsrente mit Beginn dieser Rente

und endet bei einem Eintritt der Erwerbsminderung oder Tod des Versicherten ab dem 1. Januar 2031 mit der Vollendung des 67. Lebensjahres. Bei Leistungsfall der Erwerbsminderung oder Tod des Versicherten im Jahr 2018 endete die Zurechnungszeit noch mit 62 Jahren und 3 Monaten. Bei Leistungsfall oder Tod des Versicherten im Jahr 2020 wurde das Ende der Zurechnungszeit auf 65 Jahre und 9 Monate erhöht. Bis 2030 wird die Zurechnungszeit schrittweise weiter bis auf das vollendete 67. Lebensjahre verlängert (§ 253a SGB VI).

## Historisches
- Bis zum Jahr 1992 wurde die Zurechnungszeit vom Versicherungsfall bis zum vollendeten 55. Lebensjahr angerechnet. Zeitweise war für die Anrechnung der Zurechnungszeit die sogenannte „Halbbelegung“ erforderlich (vereinfacht: Zwischen Eintritt in die gesetzliche Rentenversicherung und Leistungsfall musste mindestens die Hälfte des Zeitraums mit Beiträgen belegt sein).
- Von 1992 bis 2000 wurde die Zeit vom Leistungsfall bis zum 55. Lebensjahr voll und die Zeit bis zum 60. Lebensjahr zu einem Drittel als Zurechnungszeit berücksichtigt.
- Von 2001 bis 2003 wurde das Ende der Zurechnungszeit schrittweise bis auf 60 Jahre verlängert.
- Bis Juni 2014 endete die Zurechnungszeit mit der Vollendung des 60. Lebensjahres.
- Ab Juli 2014 wurde das Ende der Zurechnungszeit auf das vollendete 62. Lebensjahr verlängert.[1]
- Ab 2018 sollte das Ende schrittweise bis zum Jahr 2024 auf das 65. Lebensjahr erhöht werden.
- Mit der Anhebung der Regelaltersgrenze auf das vollendete 67. Lebensjahr wurde die Regelung zur Zurechnungszeit entsprechend angepasst